# Казале-Кремаско-Відоласко
Казале-Кремаско-Відоласко (італ. Casale Cremasco-Vidolasco) — муніципалітет в Італії, у регіоні Ломбардія,  провінція Кремона.
Казале-Кремаско-Відоласко розташоване на відстані близько 460 км на північний захід від Рима, 45 км на схід від Мілана, 45 км на північний захід від Кремони.
Населення — 1907 осіб (2014).
Щорічний фестиваль відбувається 26 грудня. Покровитель — святий Степан.

## Демографія
Населення за роками:

Станом на 1 січня 2023 року в муніципалітеті офіційно проживали 242 іноземці з 25 країн, серед них 70 громадян країн Євросоюзу та 8 громадян України.

## Сусідні муніципалітети
- Камізано
- Кастель-Габб'яно
- П'яненго
- Риченго
- Серньяно